# Mari Pe Castro
Mari Pe Castro es una actriz de voz española.

## Trayectoria profesional
Inicia su carrera en la radio, donde, en las décadas de los 50 y 60 interviene en muchos de los seriales radiofónicos tan de moda en aquel momento.
Desde el inicio de la década de 1970, se especializó en el doblaje, tanto en cine como en televisión. Especialmente recordado es su doblaje para televisión de los personajes de Laura Ingalls (Melissa Gilbert) en La casa de la pradera, Sue Ellen Ewing (Linda Gray) en Dallas, Susan Bradford (Susan Richardson) en Con 8 basta y Chrissy (Paula Wilcox) en Un hombre en casa. También puso voz a populares personajes de dibujos animados como Vickie en Vickie, el vikingo o Willy en La abeja Maya.
Retirada desde finales de la década de 1990.